# Little Mix
Little Mix ist eine Girlgroup aus dem Vereinigten Königreich.
Sie besteht aus den Sängerinnen Jade Thirlwall, Perrie Edwards und Leigh-Anne Pinnock. Von 2011 bis zum 14. Dezember 2020 war außerdem Jessica Nelson Mitglied der Gruppe. Als erste Gruppe gewann sie im Dezember 2011 die achte Staffel der britischen Castingshow The X Factor. Die Band wurde betreut von der N-Dubz-Sängerin Tulisa Contostavlos und zusammengestellt von Kelly Rowland. Little Mix setzen sich für die Rechte von Frauen und LGBT ebenso wie für BLM (Black Lives Matter) ein.
Im Dezember 2021 gab die Band eine Pause für unbestimmte Zeit bekannt. Am 14. Mai 2022 gaben sie ihr vorerst letztes Konzert.

## Geschichte
Die vier Bandmitglieder sangen zuerst als Solo-Sängerinnen erfolgreich vor, schieden jedoch im Bootcamp aus. Die Jury entschied sich, ihnen noch eine Chance zu geben und sie zu viert an der Gruppen-Kategorie teilnehmen zu lassen. Nelson und Edwards als Teil von „Faux Pas“ und Thirlwall und Pinnock als Teil von „Orion“, es scheiterten jedoch beide Gruppen wieder. Die Jurorinnen Kelly Rowland und Tulisa Contostavlos entschieden, die vier Kandidatinnen als eine einzige Gruppe namens ‘Rhythmix’ weitermachen zu lassen. Am 26. Oktober 2011 wurde die Bandnamenänderung von „Rhythmix“ zu „Little Mix“ angekündigt, da die Klage einer Wohltätigkeitsorganisation aus Brighton mit demselben Namen für viel Aufsehen sorgte, als X Factor den Namen „Rhythmix“ markenrechtlich schützen lassen wollte. Die Streitigkeiten wurden ausgeräumt, indem Simon Cowell, Chef der Firma Syco (The X Factor), der Organisation eine hohe Summe spendete und sich die Band von sich aus für die Namensänderung entschied.

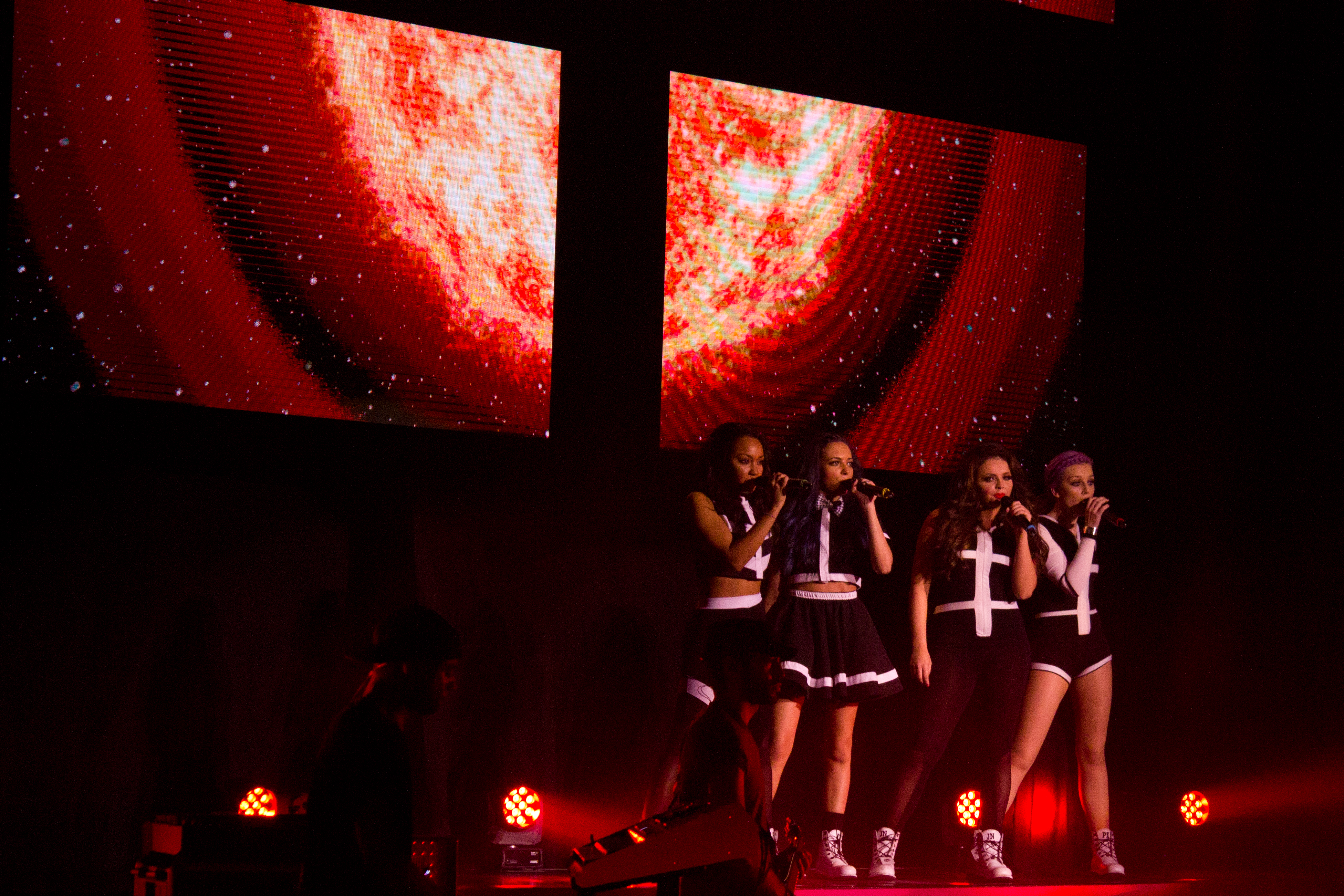
Little Mix bei ihrer DNA-Tour (2013)

Am 11. Dezember 2011 gewannen Little Mix als erste Band überhaupt in der X-Factor-Geschichte den Wettbewerb. Ihre erste Single Cannonball erschien direkt nach dem Finale als Download und kurz darauf auf CD und stieg sofort auf Platz 1 der britischen Charts ein. Auf der Single sind neben Cannonball noch drei Live-Performances aus der The-X-Factor-Show zu hören. Das Debütalbum DNA erschien im November 2012. Richard „Biff“ Stannard, der unter anderem schon für die Spice Girls geschrieben hat, wirkte an einem Song des Albums mit. Am 11. November 2013 erschien das zweite Album Salute, welches im Sommer 2013 entstand. In den Vereinigten Staaten von Amerika erschien die Platte im Januar 2014 und erreichte Platz 1 der iTunes-Charts.
2014 machten Little Mix beim Sport Relief 2014 mit und sangen auch den Titelsong Word Up!
Sie sind die erste britische Girlgroup, die auf Anhieb mit einem Debütalbum den Einstieg in die Top 5 der Billboard 200 schaffte.
Im Juli 2015 kündigten Little Mix an, dass ihr drittes Studioalbum mit dem Titel Get Weird am 6. November 2015 erscheinen soll. Die erste Single aus diesem Album war Black Magic, die am 10. Juli 2015 öffentlich erschienen ist. Die Single stieg sofort auf Platz eins der britischen Charts ein. Dort hielt sie sich drei Wochen. Am 25. September veröffentlichte die Gruppe ihre zweite Single vom Album, Love Me Like You, allerdings nur im Vereinigten Königreich, Australien und Neuseeland. Das Album erreichte in der ersten Woche Platz zwei in den britischen Charts, welches der höchste Einstieg eines Albums der Gruppe bislang ist. In den US-Charts stieg das Album auf Platz 13 in den Billboard 200 ein, wodurch Little Mix die einzige Girlgroup aus dem Vereinigten Königreich ist, welche mit drei Alben die Top 15 der Billboard-200-Charts erreichten.(die Spice Girls schafften dies nur mit zwei ihrer drei Alben) Das Album wurde mit über 520.000 Verkäufen im Vereinigten Königreich mit Platin ausgezeichnet, welches das bislang meistverkaufte Album der Gruppe ist. Am 5. Dezember hat Little Mix über Twitter ihre dritte Single des Albums angekündigt, Secret Love Song. Dieser Song ist eine Gemeinschaftsproduktion mit dem amerikanischen R&B-Sänger Jason Derulo. Die Single erreichte Platz sechs in den UK Singles Chart und hat Goldstatus erreicht. Eine zweite, akustische Version (Secret Love Song Part 2, ohne Jason Derulo) ist auf der Deluxe-Version vom Album zu finden. Aufgrund ihres enormen Erfolges wurden sie am 24. Februar 2016 für zwei Preise bei den BRIT Awards nominiert, Best British Single und British Artist Video, die sie allerdings nicht gewannen. Des Weiteren sangen sie ihren Song Black Magic.
Am 13. März 2016 startete die The Get Weird Tour, um das Album zu promoten. Zum ersten Mal in deren Bandgeschichte erstreckt sich ihre Tour durch 60 Konzerte in Europa, Australien als auch Asien. Die Get Weird Tour hält den Rekord für die meistverkauften Tickets einer UK-Arena Tour mit über 300.000 verkauften Tickets alleine in England. Am 11. April 2016 verkündete die Band ihre vierte Single des Albums, Hair. Mit dem Verkauf der Single und mit der Veröffentlichung des Musikvideos wurde eine neue Version aufgenommen, wo nun auch Sean Paul kollaboriert. Die Single wurde vier Tage später veröffentlicht und hat Goldstatus im Vereinigten Königreich erreicht. Am 16. Oktober 2016 wurde der Song Shout Out to My Ex als Leadsingle des vierten Albums Glory Days veröffentlicht. Binnen einer Stunde erreichte die Single die Spitze der englischen iTunes-Charts. Am 18. November 2016 erschien das Album Glory Days welches sich noch am selben Tag in sechs Ländern Platz 1 und in weiteren 60 Ländern in den iTunes-Charts platzierte. In Deutschland schaffte es das Album auf Platz 27. Kurze Zeit später kündigten sie ihre vierte Tour an, die dieses Mal auch durch Amerika führt. In Deutschland meldeten sie, nachdem bei der Get Weird Tour nur ein Konzert in Deutschland stattgefunden hatte, gleich drei Konzerte. Am 22. September kündigte Ariana Grande an, dass Little Mix ihre Vorband bei ihrer Dangerous Woman Tour sei.
Am 20. Januar 2017 brachten sie ihre zweite Singleauskopplung Touch zusammen mit einem Video auf den Markt. Am 1. März 2017 gab Little Mix bekannt, dass No More Sad Songs die dritte Single vom Album Glory Days sein wird, die als Musikvideo erscheint, allerdings eine Version mit Machine Gun Kelly. Am 3. März 2017 wurde das Lied veröffentlicht, am 30. März 2017 folgte das Musikvideo. Am 19. Mai 2017 wurde von Little Mix bekannt gegeben, dass Power die 4. Single von ihrem Album Glory Days sein wird. Das Lied erschien am 26. Mai 2017 in einer Version, die einen Rap-Part von Stormzy beinhaltet. Am 9. Juni 2017 veröffentlichten sie das dazugehörige Video. Am 17. September 2017 veröffentlichte Little Mix eine Remix Version des Liedes „Reggaetón Lento“ zusammen mit der Musikgruppe CNCO. Die original Single veröffentlichte CNCO 7. Oktober 2016, jedoch ohne Little Mix. Am 24. November 2017 erschien die Glory Days: The Platinum Edition mit einer einstündigen Dokumentation & 3 neuen Liedern und dem Reggaetón Lento (Remix).
Am 22. Juni 2018 erschien die Single Only You mit der amerikanischen DJ-Trio Cheat Codes.
Seit März 2018 arbeitete die Gruppe an ihrem 5. Studioalbum. In einem Instagram-Livestream vom 16. August 2018 verriet die Gruppe, dass sie nur noch 2 Tage ins Studio müssen, dann ist das Album komplett fertig. Noch vor dem besagten Livestreams veröffentlichten sie einen Ausschnitt eines der neuen Lieder auf Instagram, sagten allerdings im Livestream, dass dies nicht die 1. Single vom neuen Album ist.
Am 12. Oktober 2018 veröffentlichten sie ihre neue Single Woman Like Me für die sie sich Nicki Minaj ins Studio holten. Das dazu gehörige Musikvideo erschien am 26. Oktober 2018. Am 16. November 2018 ist das fünfte Album „LM5“ erschienen.
Aus diesem Album wurde die Single „Wasabi“ durch einen Trend der beliebten Tik Tok-App populär gemacht.
Am 6. November 2020 erschien das sechste Album der Gruppe, welches den Namen „Confetti“ trägt. Als Singles wurden „Break Up Song“, „Holiday“ und „Sweet Melody“ ausgekoppelt.
Am 14. Dezember 2020 verkündete die Band über die sozialen Medien den Ausstieg von Jesy Nelson aus der Band. Am 30. April 2021 erschien eine neue Version des Songs Confetti, welche das Trio gemeinsam mit der Rapperin Saweetie aufnahm. Am 4. Mai 2021 gab Leigh-Anne Pinnock ihre Schwangerschaft bekannt, am 10. Mai 2021 folgte die Bekanntgabe der Schwangerschaft von Perrie Edwards. Am zwölften Mai desselben Jahres wurde das Trio bei den Brit-Awards als erste Girl Group als beste britische Gruppe ausgezeichnet. Am 20. Mai 2021 erschien die Single „Heartbreak Anthem“ in Zusammenarbeit mit David Guetta und Galantis. Diese erreichte Platz 1 der UK Dance Charts sowie Platz 3 der Single-Charts. Am 2. Juli 2021 wurden die neuen Termine für die Confetti Tour, die aufgrund der Corona-Pandemie verschoben wurde, bekanntgegeben.
Anfang Juli wurde die Single „Kiss my (Uh Oh)“ in Zusammenarbeit mit der britischen Sängerin Anne-Marie angekündigt. Sie erschien am 23. Juli. Am 19. August, dem zehnten Jahrestag der Gründung der Gruppe, wurde das siebte Studio-Album der Gruppe mit dem Titel „Between us“ für den 12.11. angekündigt. Am 22. August gaben Perrie Edwards und Alexander Oxlade-Chamberlain die Geburt ihres Sohnes Axel am 21. August bekannt. Am nächsten Tag gab Leigh-Anne Pinnock überraschend bekannt, am 16.08. Mutter von Zwillingen geworden zu sein. Am 03. September würde die Single „Love Sweet Love“ aus dem Album ausgekoppelt. Am 29. Oktober folgte schließlich die gesamte Track-List des neuen Albums, welche neben den größten Hits der Gruppe fünf neue Songs namens „Love Sweet Love“,„No“, „Cut You Off“, „Trash“ und „Between Us“ beinhaltet. Am 12. November 2021 erschien schließlich das Album „Between Us“, aus dem am gleichen Tag „No“ als Single ausgekoppelt wurde. Das Album erreichte sofort Platz 3 in den UK Charts. In den Jahresendcharts erreichte es Platz 58 im vereinigten Königreich, im Jahr darauf Platz 9. Am 1. Dezember war die Premiere des Films „Boxing Day“, in dem Leigh-Anne Pinnock ihr Schauspiel-Debüt gab. Am 2. Dezember gab die Gruppe bekannt, dass sie nach der Confetti Tour eine Pause machen werden. Dabei betonte das Trio, dass es in Zukunft ein Comeback mit mehr Musik und Touren geben werde.
Am 9. April 2022 startete die Confetti Tour, welche lediglich im Vereinigten Königreich und Irland stattfand. Das Finale der Tour fand am 15. Mai 2022 statt, anschließend begann die Pause der Gruppe.

## Mitglieder
Aktuell:
- Leigh-Anne Pinnock (* 4. Oktober 1991 in High Wycombe, Buckinghamshire)
- Jade Amelia Thirlwall (* 26. Dezember 1992 in South Shields, Tyne and Wear)
- Perrie Louise Edwards (* 10. Juli 1993 in South Shields, Tyne and Wear)

Ehemalig:
- Jessica Louise Nelson (* 14. Juni 1991 in Romford, London)

### Perrie Louise Edwards
Perrie Louise Edwards wurde am 10. Juli 1993 geboren und wuchs in South Shields, Tyne and Wear als Tochter der Eltern Alexander Edwards und Deborah Duffy auf. Sie hat einen älteren Bruder namens Jonnie und eine jüngere Halbschwester namens Caitlin Edwards, väterlicherseits. Ihr erstes Vorsingen, bei der britischen Talentshow “The X-Factor”, war „You Oughta Know“ von Alanis Morissette. Edwards besuchte die Radipole-Grundschule in Weymouth, Dorset, bevor sie wieder nach South Shields zurückkehrte. Sie besuchte die St. Peter and Paul RC Primary School und das Mortimer Community College in South Shields und wechselte später zum Newcastle College, wo sie einen BTEC in Darstellender Kunst erhielt. Edwards lebte als Teenager zwei Jahre lang in Hamilton, Neuseeland. Im Mai 2012 begann sie, mit dem ehemaligen One Direction-Mitglied Zayn Malik auszugehen. Das Paar verlobte sich im August 2013, trennte sich aber im August 2015. Im Februar 2017 wurde bestätigt, dass sie mit dem englischen Fußballprofi Alex Oxlade-Chamberlain zusammen ist. Sie leidet an einer Ösophagusatresie, die für eine bisektionale Narbe auf ihrem Bauch verantwortlich ist, und an Anosmie. Im August 2021 wurde sie Mutter.

### Leigh-Anne Pinnock
Leigh-Anne Pinnock wurde am 4. Oktober 1991 geboren und wuchs in High Wycombe, Buckinghamshire als Tochter der Eltern John L. Pinnock und Deborah Thornhill auf. Sie hat zwei ältere Schwestern namens Sian-Louise Pinnock und Sairah Pinnock. Ihr erstes Vorsingen, bei der britischen Talentshow “The X-Factor”, war „Only Girl (In The World)“ von Rihanna. Pinnock besuchte die Sir William Ramsay Schule. Außerdem wurde Pinnock für die Sylvia Young Theater Schule für ein paar Jahren eingeschrieben als Pinnock 11 Jahre alt war. Vor dem Durchbruch als Little Mix-Mitglied arbeitete Pinnock als Kellnerin bei Pizza Hut. Zwischen 2013 und 2016 führte Pinnock eine Beziehung mit dem Fußballspieler Jordan Kiffin. Seit 2016 führt Pinnock eine Beziehung mit dem Fußballer Andre Gray. Im Mai 2020 bestätigten beide ihre Verlobung. Am 16. August 2021 bekam sie mit ihrem Verlobten Zwillinge.

### Jade Amelia Thirlwall
Jade Amelia Thirlwall wurde am 26. Dezember 1992 in South Shields, Tyne and Wear geboren und wuchs als Tochter der Eltern James Thirlwall und Norma Badwi auf. Sie hat einen älteren Bruder namens Karl Thirlwall. Ihr erstes Vorsingen, bei der britischen Talentshow “The X-Factor” war im Jahr 2008, wo sie es bis zum Boot Camp schaffte. Im Jahr 2011 versuchte Thirlwall es nochmals mit dem Song „I Want To Hold Your Hand“ von The Beatles. Thirlwall besuchte das South Tyneside College, wo sie mehrere Kurse studierte. Als Teenager wurde Thirlwall Opfer von Mobbing und Rassismus, was bei ihr zur Magersucht (Anorexia nervosa) führte. Zwischen 2012 und 2014 führte Thirlwall eine Beziehung mit dem Tänzer Sam Craske. Von 2016 bis 2019 war sie mit dem Sänger Jed Elliott liiert. Seit 2020 ist Thirlwall mit dem Sänger Jordan Stephens in einer Beziehung.

### Jessica Louise Nelson
Jessica Louise Nelson wurde am 14. Juni 1991 in Romford, London geboren und wuchs als Tochter der Eltern John Nelson und Janice White auf. Sie hat eine ältere Schwester, Jade Nelson, einen älteren Bruder, Jonathan Nelson, und einen jüngeren Bruder namens Joseph Nelson. Ihr erstes Vorsingen bei der britischen Talentshow “The X-Factor” war „Bust Your Windows“ von Jazmine Sullivan. Nelson besuchte die Schulen Jo Richardson Community Schule and Abbs Cross Academy und Arts College in Hornchurch, London. Nelson besuchte außerdem die Sylvia Young and Yvonne Rhodes Theater Schule. Eine ihrer Mitschülerinnen war Sängerin Rita Ora. Vor dem Vorsingen bei The X-Factor arbeitete Nelson als Barkellnerin in Dagenham. Nelson hatte als Kind kleine Rollen in About a Boy (2002) und Harry Potter und der Feuerkelch (2005). Von 2014 bis 2016 führte Nelson eine Beziehung mit Rixton Sänger Jake Roche. Von 2019 bis 2020 datete Nelson Love Island Kandidat Chris Hughes. Seit Mitte 2020 führt Nelson eine Beziehung mit dem Schauspieler Sean Sagar. Nelson sammelte Erfahrungen mit Mobbing während ihrer Schulzeit, was bei ihr zu Haarausfall führte. In ihrer BBC-Dokumentation berichtete Nelson über ihren Kampf mit dem eigenen Körperbild. Nelson sammelte auch Erfahrungen mit Cyber-Mobbing, einen Suizidversuch und Depressionen. Am 14. Dezember 2020 bestätigte Nelson ihren Ausstieg aus der Band aufgrund ihres Kampfes mit ihrer psychischen Gesundheit.

## Diskografie
Studioalben

| Jahr | Titel Musiklabel             | Höchstplatzierung, Gesamtwochen, AuszeichnungChartplatzierungen (Jahr, Titel, Musiklabel, Platzierungen, Wochen, Auszeichnungen, Anmerkungen) | Höchstplatzierung, Gesamtwochen, AuszeichnungChartplatzierungen (Jahr, Titel, Musiklabel, Platzierungen, Wochen, Auszeichnungen, Anmerkungen) | Höchstplatzierung, Gesamtwochen, AuszeichnungChartplatzierungen (Jahr, Titel, Musiklabel, Platzierungen, Wochen, Auszeichnungen, Anmerkungen) | Höchstplatzierung, Gesamtwochen, AuszeichnungChartplatzierungen (Jahr, Titel, Musiklabel, Platzierungen, Wochen, Auszeichnungen, Anmerkungen) | Höchstplatzierung, Gesamtwochen, AuszeichnungChartplatzierungen (Jahr, Titel, Musiklabel, Platzierungen, Wochen, Auszeichnungen, Anmerkungen) | Anmerkungen                                                   |
| Jahr | Titel Musiklabel             | DE | AT | CH | UK | US | Anmerkungen                                                   |
| ---- | ---------------------------- | --- | --- | --- | --- | --- | ------------------------------------------------------------- |
| 2012 | DNA Syco Music (Sony)        | — | — | CH86 (1 Wo.)CH | UK3 Platin · (36 Wo.)UK | US4 (11 Wo.)US | Erstveröffentlichung: 16. November 2012 Verkäufe: + 518.000   |
| 2013 | Salute Syco Music (Sony)     | DE90 (1 Wo.)DE | — | CH53 (1 Wo.)CH | UK4 Platin · (40 Wo.)UK | US6 (7 Wo.)US | Erstveröffentlichung: 8. November 2013 Verkäufe: + 451.500    |
| 2015 | Get Weird Syco Music (Sony)  | DE29 (1 Wo.)DE | AT16 (1 Wo.)AT | CH18 (1 Wo.)CH | UK2 ×3Dreifachplatin · (97 Wo.)UK | US13 (2 Wo.)US | Erstveröffentlichung: 6. November 2015 Verkäufe: + 1.079.000  |
| 2016 | Glory Days Syco Music (Sony) | DE27 (2 Wo.)DE | AT24 (1 Wo.)AT | CH22 Gold · (2 Wo.)CH | UK1 ×4Vierfachplatin · (173 Wo.)UK | US25 (4 Wo.)US | Erstveröffentlichung: 18. November 2016 Verkäufe: + 1.450.000 |
| 2018 | LM5 Syco Music (Sony)        | DE22 (2 Wo.)DE | AT21 (1 Wo.)AT | CH22 (1 Wo.)CH | UK3 Platin · (39 Wo.)UK | US40 (2 Wo.)US | Erstveröffentlichung: 16. November 2018 Verkäufe: + 373.500   |
| 2020 | Confetti RCA Records (Sony)  | DE18 (1 Wo.)DE | AT10 (2 Wo.)AT | CH18 (2 Wo.)CH | UK2 Platin · (45 Wo.)UK | US85 (1 Wo.)US | Erstveröffentlichung: 6. November 2020 Verkäufe: + 320.000    |

## Auszeichnungen und Nominierungen
| Tabellarische Übersicht der Auszeichnungen und Nominierungen | Tabellarische Übersicht der Auszeichnungen und Nominierungen | Tabellarische Übersicht der Auszeichnungen und Nominierungen | Tabellarische Übersicht der Auszeichnungen und Nominierungen | Tabellarische Übersicht der Auszeichnungen und Nominierungen |
| Jahr                                                         | Auszeichnung                                                 | Für                                                          | Kategorie                                                    | Resultat                                                     |
| ------------------------------------------------------------ | ------------------------------------------------------------ | ------------------------------------------------------------ | ------------------------------------------------------------ | ------------------------------------------------------------ |
| 2012                                                         | 4Music Video Honours                                         | Little Mix                                                   | Bester Newcomer                                              | Nominiert                                                    |
| 2012                                                         | 4Music Video Honours                                         | Little Mix                                                   | Beste Gruppe                                                 | Nominiert                                                    |
| 2012                                                         | Glamour Awards                                               | Little Mix                                                   | Gruppe des Jahres                                            | Nominiert                                                    |
| 2012                                                         | Nickelodeon UK Kids’ Choice Awards                           | Little Mix                                                   | Lieblingsband                                                | Nominiert                                                    |
| 2012                                                         | Nickelodeon UK Kids’ Choice Awards                           | Little Mix                                                   | Lieblingsnewcomer                                            | Nominiert                                                    |
| 2012                                                         | Popjustice’s Twenty Quid Music Prize                         | Wings                                                        | Song des Jahres                                              | Nominiert                                                    |
| 2013                                                         | BBC Radio 1 Teen Awards                                      | Little Mix                                                   | Beste britische Gruppe                                       | Nominiert                                                    |
| 2013                                                         | Cosmopolitan Ultimate Women Awards                           | Little Mix                                                   | Ultimatum Export                                             | Gewonnen                                                     |
| 2013                                                         | Nickelodeon Kids' Choice Awards                              | Little Mix                                                   | Beste Gruppe                                                 | Nominiert                                                    |
| 2013                                                         | Bravo Otto Awards                                            | Little Mix                                                   | Newcomer des Jahres                                          | Gewonnen                                                     |
| 2013                                                         | MTV Italian Music Awards                                     | Little Mix                                                   | Artist Saga                                                  | Nominiert                                                    |
| 2013                                                         | Nickelodeon UK Kids’ Choice Awards                           | Little Mix                                                   | Lieblingsband                                                | Nominiert                                                    |
| 2013                                                         | Popjustice's Twenty Quid Music Prize                         | DNA                                                          | Song des Jahres                                              | Nominiert                                                    |
| 2014                                                         | 4Music Video Honours                                         | Little Mix                                                   | Beste weibliche Gruppe                                       | Gewonnen                                                     |
| 2014                                                         | Glamour Awards                                               | Little Mix                                                   | Gruppe des Jahres                                            | Gewonnen                                                     |
| 2014                                                         | Radio Disney Awards                                          | Wings                                                        | Bester Tanzsong                                              | Nominiert                                                    |
| 2014                                                         | Japan Gold Disc Awards                                       | Little Mix                                                   | Künstler des Jahres                                          | Gewonnen                                                     |
| 2014                                                         | Japan Gold Disc Awards                                       | Little Mix                                                   | Top 3 neue Künstler                                          | Gewonnen                                                     |
| 2014                                                         | Popjustice’s Twenty Quid Music Prize                         | Move                                                         | Song des Jahres                                              | Gewonnen                                                     |
| 2014                                                         | Pure Beauty Magazine Awards                                  | All About The Eyes Palette                                   | Best New Eye Product                                         | Gewonnen                                                     |
| 2014                                                         | Shorty Awards                                                | Little Mix                                                   | Social Media (in United Kingdom)                             | Nominiert                                                    |
| 2014                                                         | MTV Europe Music Awards                                      | Little Mix                                                   | Bester UK & Irland Künstler                                  | Nominiert                                                    |
| 2014                                                         | MTV Italian Music Awards                                     | Little Mix                                                   | Artist Saga                                                  | Nominiert                                                    |
| 2015                                                         | BBC Radio 1 Teen Awards                                      | Little Mix                                                   | Embrace Your Uniqueness                                      | Gewonnen                                                     |
| 2015                                                         | BBC Radio 1 Teen Awards                                      | Little Mix                                                   | Beste britische Gruppe                                       | Nominiert                                                    |
| 2015                                                         | BBC Radio 1 Teen Awards                                      | Black Magic                                                  | Beste britische Gruppe                                       | Nominiert                                                    |
| 2015                                                         | Cosmopolitan Ultimate Women Awards                           | Little Mix                                                   | Die Ultimate Girlgroup                                       | Gewonnen                                                     |
| 2015                                                         | MTV Europe Music Awards                                      | Little Mix                                                   | Bester UK & Irland Künstler                                  | Gewonnen                                                     |
| 2015                                                         | MTV Europe Music Awards                                      | Little Mix                                                   | Weltweiter Künstler: Europa                                  | Nominiert                                                    |
| 2015                                                         | MTV Video Music Awards Japan                                 | Dreaming Together                                            | Beste Kollaboration                                          | Nominiert                                                    |
| 2015                                                         | Teen Choice Awards                                           | Little Mix                                                   | Choice Music: Internationaler Künstler                       | Gewonnen                                                     |
| 2015                                                         | Teen Choice Awards                                           | Little Mix                                                   | Choice Music: Breakout Künstler                              | Nominiert                                                    |
| 2015                                                         | Teen Choice Awards                                           | Little Mix                                                   | Choice Summer Music Star: Gruppe                             | Nominiert                                                    |
| 2015                                                         | Teen Choice Awards                                           | Little Mix                                                   | Choice Music: weiblicher Künstler                            | Nominiert                                                    |
| 2015                                                         | Teen Choice Awards                                           | Black Magic                                                  | Choice Music: Liebessong                                     | Nominiert                                                    |
| 2015                                                         | Popjustice’s Twenty Quid Music Prize                         | Black Magic                                                  | Song des Jahres                                              | Gewonnen                                                     |
| 2015                                                         | Shorty Awards                                                | Little Mix                                                   | Beste Gruppe                                                 | Nominiert                                                    |
| 2016                                                         | Glamour Awards                                               | Little Mix                                                   | Künstler des Jahres                                          | Gewonnen                                                     |
| 2016                                                         | MTV Europe Music Awards                                      | Little Mix                                                   | Bester UK & Irland Künstler                                  | Gewonnen                                                     |
| 2016                                                         | Teen Choice Awards                                           | Little Mix                                                   | Choice Music: Internationaler Künstler                       | Gewonnen                                                     |
| 2016                                                         | Teen Choice Awards                                           | Secret Love Song                                             | Choice Music: Liebessong                                     | Nominiert                                                    |
| 2016                                                         | Brit Awards                                                  | Black Magic                                                  | Britische Single des Jahres                                  | Nominiert                                                    |
| 2016                                                         | Brit Awards                                                  | Black Magic                                                  | Britisches Video des Jahres                                  | Nominiert                                                    |
| 2016                                                         | Shorty Awards                                                | Little Mix                                                   | Bester Musiker/in                                            | Nominiert                                                    |
| 2016                                                         | BBC Radio 1 Teen Awards                                      | Little Mix                                                   | Beste britische Gruppe                                       | Nominiert                                                    |
| 2016                                                         | BreakTudo Awards                                             | Little Mix                                                   | Internationale Gruppe des Jahres                             | Nominiert                                                    |
| 2016                                                         | iHeartRadio Music Awards                                     | Mixers                                                       | Beste Fangruppe                                              | Nominiert                                                    |
| 2016                                                         | MTV Italian Music Awards                                     | Little Mix                                                   | Artist Saga                                                  | Nominiert                                                    |
| 2016                                                         | MTV Italian Music Awards                                     | Little Mix                                                   | Beste internationale Gruppe                                  | Nominiert                                                    |
| 2016                                                         | Popjustice’s Twenty Quid Music Prize                         | Love Me Like You                                             | Song des Jahres                                              | Nominiert                                                    |
| 2017                                                         | Brit Awards                                                  | Shout Out To My Ex                                           | Single des Jahres                                            | Gewonnen                                                     |
| 2017                                                         | Brit Awards                                                  | Hair                                                         | Britisches Video des Jahres                                  | Nominiert                                                    |
| 2017                                                         | Brit Awards                                                  | Little Mix                                                   | Britische Gruppe                                             | Nominiert                                                    |
| 2017                                                         | BBC Radio 1 Teen Awards                                      | Little Mix                                                   | Britische Gruppe                                             | Gewonnen                                                     |
| 2017                                                         | Beano Awards                                                 | Power                                                        | Pop Song des Jahres                                          | Gewonnen                                                     |
| 2017                                                         | BreakTudo Awards                                             | Power                                                        | Bestes Video                                                 | Nominiert                                                    |
| 2017                                                         | BreakTudo Awards                                             | Little Mix                                                   | Internationale Gruppe des Jahres                             | Nominiert                                                    |
| 2017                                                         | CelebMix Awards                                              | Little Mix                                                   | Beste Gruppe                                                 | Nominiert                                                    |
| 2017                                                         | CelebMix Awards                                              | Mixers                                                       | Beste Fangruppe                                              | Nominiert                                                    |
| 2017                                                         | CelebMix Awards                                              | Glory Days Tour                                              | Beste Tour                                                   | Nominiert                                                    |
| 2017                                                         | Glamour Awards                                               | Little Mix                                                   | Musik Künstler des Jahres                                    | Gewonnen                                                     |
| 2017                                                         | MTV Europe Music Awards                                      | Little Mix                                                   | Bester UK & Irland Künstler                                  | Nominiert                                                    |
| 2017                                                         | MTV Italian Music Awards                                     | Little Mix                                                   | Artist Saga                                                  | Nominiert                                                    |
| 2017                                                         | Myx Music Awards                                             | Shout Out To My Ex                                           | Lieblingsvideo International                                 | Nominiert                                                    |
| 2017                                                         | Nickelodeon Kids' Choice Awards                              | Little Mix                                                   | Lieblings Musikstar (Global)                                 | Gewonnen                                                     |
| 2017                                                         | Meus Prêmios Nick                                            | Little Mix                                                   | Lieblingskünstler International                              | Gewonnen                                                     |
| 2017                                                         | Popjustice’s Twenty Quid Music Prize                         | Touch                                                        | Song des Jahres                                              | Gewonnen                                                     |
| 2017                                                         | Radio Disney Awards                                          | Shout Out To My Ex                                           | Bester Break-Up Song                                         | Gewonnen                                                     |
| 2017                                                         | Silver Clef Award                                            | Little Mix                                                   | Bester Live Act                                              | Gewonnen                                                     |
| 2017                                                         | Teen Choice Awards                                           | Little Mix                                                   | Choice Summer Gruppe                                         | Nominiert                                                    |
| 2017                                                         | Teen Choice Awards                                           | Little Mix                                                   | Choice Music: Gruppe                                         | Nominiert                                                    |
| 2017                                                         | Teen Choice Awards                                           | Shout Out To My Ex                                           | Choice Song: Gruppe                                          | Nominiert                                                    |
| 2018                                                         | Brit Awards                                                  | Touch                                                        | Britisches Video des Jahres                                  | Nominiert                                                    |
| 2018                                                         | Brit Awards                                                  | Touch                                                        | Britische Single des Jahres                                  | Nominiert                                                    |
| 2018                                                         | Global Awards                                                | Little Mix                                                   | Beste Gruppe                                                 | Gewonnen                                                     |
| 2018                                                         | Global Awards                                                | Little Mix                                                   | Bester britischer Künstler / Gruppe                          | Gewonnen                                                     |
| 2018                                                         | Global Awards                                                | Little Mix                                                   | Best Pop                                                     | Nominiert                                                    |
| 2018                                                         | Global Awards                                                | Power                                                        | Bester Song                                                  | Gewonnen                                                     |
| 2018                                                         | Attitude Awards                                              | Little Mix                                                   | Honorary Gay Award                                           | Gewonnen                                                     |
| 2018                                                         | BBC Radio 1 Teen Awards                                      | Little Mix                                                   | Beste britische Gruppe                                       | Gewonnen                                                     |
| 2018                                                         | Billboard Latin Music Awards                                 | Little Mix                                                   | Crossover Künstler des Jahres                                | Nominiert                                                    |
| 2018                                                         | Bravo Otto Awards                                            | Little Mix                                                   | Beste Band/Duo                                               | Nominiert                                                    |
| 2018                                                         | BreakTudo Awards                                             | Mixers                                                       | Beste Fangemeinschaft                                        | Nominiert                                                    |
| 2018                                                         | BreakTudo Awards                                             | Little Mix                                                   | Beste internationale Gruppe                                  | Nominiert                                                    |
| 2018                                                         | CelebMix Awards                                              | Little Mix                                                   | Beste Gruppe                                                 | Nominiert                                                    |
| 2018                                                         | CelebMix Awards                                              | LM5                                                          | Album des Jahres                                             | Nominiert                                                    |
| 2018                                                         | CelebMix Awards                                              | Woman Like Me                                                | Single des Jahres                                            | Nominiert                                                    |
| 2018                                                         | CelebMix Awards                                              | Mixers                                                       | Beste Fangemeinschaft                                        | Nominiert                                                    |
| 2018                                                         | iHeartRadio Music Awards                                     | Reggaeton Lento Remix                                        | Bester Remix                                                 | Gewonnen                                                     |
| 2018                                                         | MTV Europe Music Awards                                      | Little Mix                                                   | Bester UK & Irland Künstler                                  | Gewonnen                                                     |
| 2018                                                         | Myx Music Awards                                             | Touch                                                        | Lieblingsvideo International                                 | Nominiert                                                    |
| 2019                                                         | Brit Awards                                                  | Little Mix                                                   | Beste britische Gruppe                                       | Nominiert                                                    |
| 2019                                                         | Brit Awards                                                  | Woman Like Me                                                | Britisches Video des Jahres                                  | Gewonnen                                                     |
| 2019                                                         | BBC Radio 1 Teen Awards                                      | Little Mix                                                   | Beste Gruppe                                                 | Gewonnen                                                     |
| 2019                                                         | Bravo Otto Awards                                            | Little Mix                                                   | Beste Band/Duo                                               | Gewonnen                                                     |
| 2019                                                         | British LGBT Awards                                          | Little Mix                                                   | Change Makers                                                | Gewonnen                                                     |
| 2019                                                         | British LGBT Awards                                          | Little Mix                                                   | Celebrity Ally                                               | Nominiert                                                    |
| 2019                                                         | Beano Awards                                                 | Little Mix                                                   | Lieblingsmusiker                                             | Gewonnen                                                     |
| 2019                                                         | BreakTudo Awards                                             | Little Mix                                                   | International Duo/Gruppe                                     | Nominiert                                                    |
| 2019                                                         | CelebMix Awards                                              | Little Mix                                                   | Beste Gruppe                                                 | Gewonnen                                                     |
| 2019                                                         | CelebMix Awards                                              | Mixers                                                       | Beste Fangemeinschaft                                        | Nominiert                                                    |
| 2019                                                         | European Diversity Awards                                    | Little Mix                                                   | Media Icon des Jahres                                        | Nominiert                                                    |
| 2019                                                         | Girls Choice Awards                                          | Little Mix                                                   | Most Empowering Music Group of the Year                      | Nominiert                                                    |
| 2019                                                         | Global Awards                                                | Little Mix                                                   | Beste Gruppe                                                 | Gewonnen                                                     |
| 2019                                                         | Global Awards                                                | Little Mix                                                   | Bester britischer Künstler/Gruppe                            | Nominiert                                                    |
| 2019                                                         | Global Awards                                                | Little Mix                                                   | Best Pop                                                     | Nominiert                                                    |
| 2019                                                         | Global Awards                                                | Woman Like Me                                                | Bester Song                                                  | Gewonnen                                                     |
| 2019                                                         | MTV Europe Music Awards                                      | Little MIx                                                   | Beste Gruppe                                                 | Nominiert                                                    |
| 2019                                                         | MTV Europe Music Awards                                      | Little MIx                                                   | Bester UK & Irland Künstler                                  | Gewonnen                                                     |
| 2019                                                         | SSE Live Awards                                              | Little MIx                                                   | Beste Gruppe                                                 | Nominiert                                                    |
| 2019                                                         | Teen Choice Awards                                           | Little MIx                                                   | Choice International Künstler                                | Nominiert                                                    |
| 2019                                                         | Teen Choice Awards                                           | Little MIx                                                   | Choice Summer Gruppe                                         | Nominiert                                                    |
| 2020                                                         | Bravo Otto Awards                                            | Little MIx                                                   | Beste Band / Duo                                             | Gewonnen                                                     |
| 2020                                                         | BreakTudo Awards                                             | Little MIx                                                   | Internationale Gruppe                                        | Nominiert                                                    |
| 2020                                                         | BreakTudo Awards                                             | Little MIx                                                   | Globaler Künstler                                            | Nominiert                                                    |
| 2020                                                         | CelebMIx Awards                                              | Little MIx                                                   | Künstler des Jahres                                          | Nominiert                                                    |
| 2020                                                         | CelebMIx Awards                                              | Little MIx                                                   | Cybersmile des Jahres                                        | Nominiert                                                    |
| 2020                                                         | CelebMIx Awards                                              | Sweet Melody                                                 | Song des Jahres                                              | Nominiert                                                    |
| 2020                                                         | CelebMIx Awards                                              | Mixers                                                       | Beste Fangemeinschaft                                        | Nominiert                                                    |
| 2020                                                         | Channel R Radio Awards                                       | Little Mix                                                   | Beste Gruppe                                                 | Nominiert                                                    |
| 2020                                                         | Channel R Radio Awards                                       | Confetti                                                     | Bestes Album                                                 | Nominiert                                                    |
| 2020                                                         | Global Awards                                                | Little Mix                                                   | Beste Gruppe                                                 | Nominiert                                                    |
| 2020                                                         | MTV Europe Music Awards                                      | Little Mix                                                   | Beste Gruppe                                                 | Nominiert                                                    |
| 2020                                                         | MTV Europe Music Awards                                      | Little Mix                                                   | Bester UK & Ireland Künstler                                 | Gewonnen                                                     |
| 2020                                                         | MTV Europe Music Awards                                      | Little Mix                                                   | Best Pop                                                     | Gewonnen                                                     |
| 2020                                                         | MTV Europe Music Awards                                      | Little Mix - UNCancelled                                     | Bestes virtuelles Live                                       | Nominiert                                                    |
| 2020                                                         | MTV Video Music Awards                                       | Little Mix                                                   | Beste Gruppe                                                 | Nominiert                                                    |
| 2020                                                         | Power Radio Awards                                           | Little Mix                                                   | Beste Gruppe                                                 | Nominiert                                                    |
| 2020                                                         | Power Radio Awards                                           | Sweet Melody                                                 | Bester Song                                                  | Nominiert                                                    |
| 2020                                                         | Power Radio Awards                                           | Confetti                                                     | Bestes Album                                                 | Nominiert                                                    |
| 2020                                                         | TH40 Music Awards                                            | Little MIx                                                   | Beste internationale Gruppe                                  | Gewonnen                                                     |
| 2020                                                         | TH40 Music Awards                                            | Falling by Harry Styles                                      | Bestes Cover                                                 | Gewonnen                                                     |

## Touren

### Als Headliner
- 2013: DNA Tour
- 2014: The Salute Tour
- 2016: The Get Weird Tour
- 2017: The Glory Days Tour
- 2018: Summer Hits Tour
- 2019: LM5: The Tour
- 2020: Summer 2020 Tour (abgesagt; betreffend der COVID-19-Pandemie)
- 2022: The Confetti Tour

### Als Supporting Act
- 2012: The X Factor Live Tour
- 2014: The Neon Lights Tour (für Demi Lovato)
- 2017: Dangerous Woman Tour (für Ariana Grande)

### Als Gast
- 2015: The 1989 World Tour (für Taylor Swift)